# Schizocosa minor
Schizocosa minor är en spindelart som först beskrevs av Roger de Lessert 1926.  Schizocosa minor ingår i släktet Schizocosa och familjen vargspindlar. Inga underarter finns listade i Catalogue of Life.